# Tigres volants (escadrille)
Pour les articles homonymes, voir Les Tigres volants et Flying Tiger.
Les Tigres volants (en anglais : Flying Tigers) est le surnom donné à une escadrille de pilotes américains, de son nom officiel 1st American Volunteer Group (« Premier Groupe de volontaires américains »), ou AVG. Basée en Chine durant la Seconde Guerre mondiale, l'escadrille participe notamment à la guerre sino-japonaise et à la campagne de Birmanie. Elle est dissoute en 1942 et ses moyens sont intégrés à l'United States Army Air Forces au sein de laquelle ses hommes participent à la suite du conflit mondial.

## Histoire

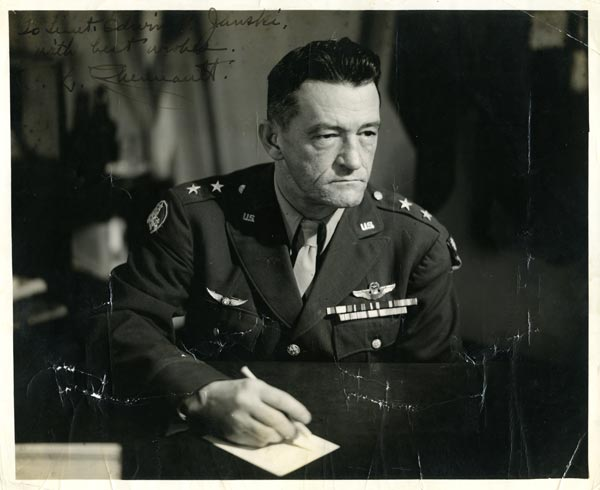
Le général Claire Lee Chennault.

Claire Lee Chennault, conseiller militaire de Tchang Kaï-chek, cherche à partir de 1938 à constituer une force aérienne destinée à venir en aide au gouvernement chinois, une force inspirée du modèle du Corps aérien de l'Armée américaine. Les lois de neutralité des États-Unis rendent l'opération illégale, mais elle est approuvée par le président Roosevelt lui-même. Ainsi, au cours de l'hiver 1940-1941, Chennault parvient à importer en Chine une centaine d'appareils Curtiss P-40B. Cela avait été fait avant même l'approbation du programme Lend-Lease par les chambres parlementaires américaines. Chennault recrute aussi 100 pilotes et 200 techniciens, les pilotes comptant 60 hommes venus de l'United States Marine Corps ou de l'United States Navy, et 40 venus de l'United States Army Air Corps.
Ses hommes étant rémunérés par une société militaire privée, la Central Aircraft Manufacturing Company, l'unité est techniquement composée de mercenaires, présentés néanmoins sous l'appellation de Volontaires et bénéficiant de l'approbation de Franklin D. Roosevelt, soutien officieux car aucun ordre exécutif écrit ne semble jamais avoir été signé.

### Création

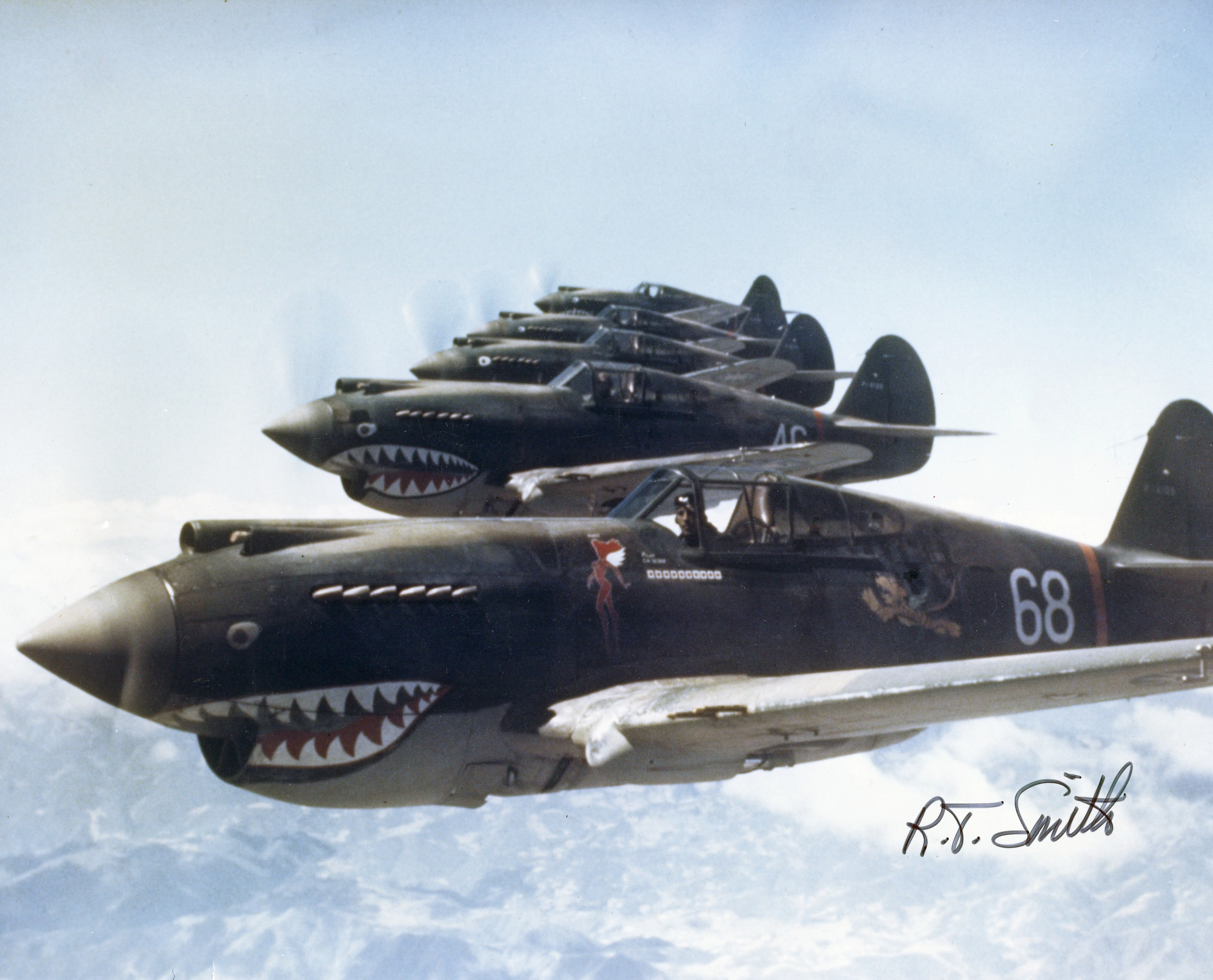
3rd Squadron Hell's Angels, Flying Tigers, au dessus de la Chine, photographié en 1942 par Robert T. Smith

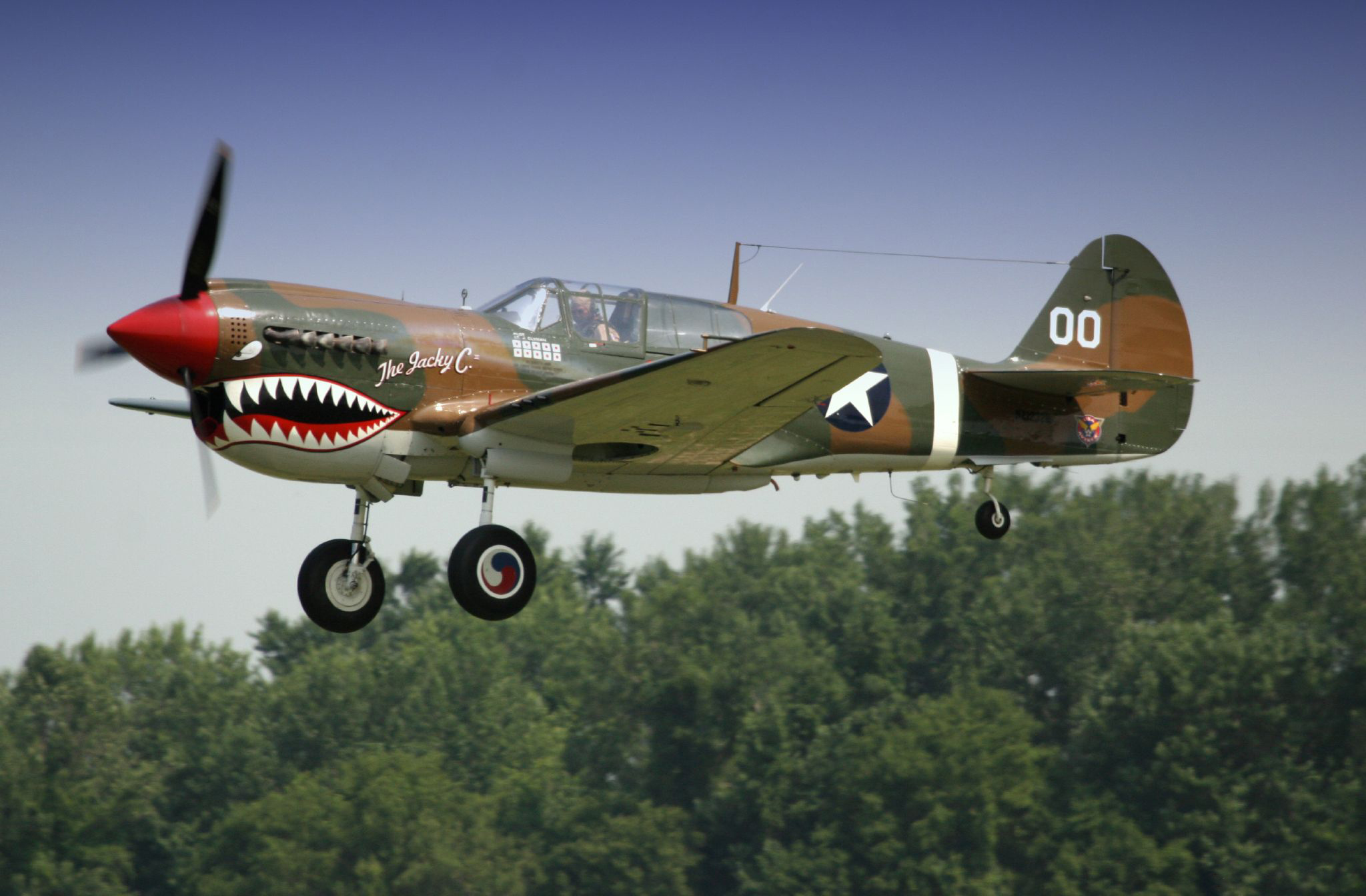
Reproduction d'un Curtiss P-40 Warhawk avec décorations des Tigres Volants.

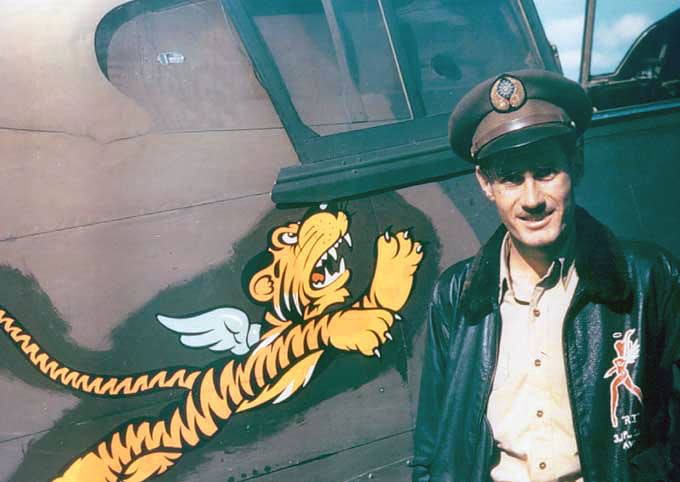
Le chef d'escadrille et as Robert « R.T. » Smith se tient à côté de son chasseur P-40 à Kunming, en Chine. L'insigne « Flying Tiger », créé par la Walt Disney Company, est visible sur le fuselage.

Disposant de passeports civils, les recrues arrivent via la Birmanie, où elles débarquent à Taungû. Jusqu'alors, l'Union soviétique avait fourni le soutien officieux d'une escadrille d'avions de chasse sous l'appellation de Groupe de Volontaires soviétiques. Le retrait des pilotes soviétiques, à la suite du pacte de non-agression nippo-soviétique, rend le soutien du groupe de Chennault d'autant plus nécessaire. L'escadrille américaine reçoit à partir de 1941 le nom de 1st American Volunteer Group, officiellement créé sur ordre direct de Tchang Kaï-chek.
Le surnom de l'escadrille provient de la peinture réalisée pour la première fois par Eric Shilling, l'un des pilotes, sur le nez de son avion et qui représente une bouche de requin béante. Elle est elle-même inspirée des peintures faites sur leurs Messerschmitt Bf 110 par les pilotes du Haifischgruppe (« Groupe des Requins », en fait le II/ZG 76) de la Luftwaffe.
Sans savoir que l'escadrille a adopté comme emblème une tête de requin, la China Defense Supply demande aux studios Disney d'en créer une. L'idée de départ est un dragon volant, pour rappeler le culture chinoise et le combat aérien. Ce concept n'est toutefois pas retenu car le dragon dans la culture japonaise est synonyme de présage favorable. De plus, la symbolique et la physionomie des dragons sont différentes entre la Chine et le monde occidental. Pour finir, le tigre, bien qu'il soit synonyme de chance dans la culture japonaise, est choisi car il symbolise un animal courageux et féroce,. Un employé de Disney dessine un tigre du Bengale avec des ailes, les griffes sorties. Il surplombe le V de la victoire,.
Les pilotes sont formés à partir de l'été 1941, un certain nombre n'étant pas encore assez expérimentés. Les premiers groupes sont basés à Kunming, dans le Sud de la Chine, et chargés de protéger les points stratégiques de l'approvisionnement en Birmanie. Claire Lee Chennault met sur pied un nouveau groupe de « Volontaires américains », le 2d American Volunteer Group, équipé de Lockheed Hudson et de Douglas DB-7, et prévoit d'en créer un troisième, mais l'attaque de Pearl Harbor et l'entrée en guerre officielle des États-Unis rendent ce programme caduc. Bien que portant le nom officiel de « Premier » groupe de volontaires américains, les Tigres volants sont les seuls à avoir effectivement combattu.
Le premier combat de l'American Volunteer Group a lieu le 20 décembre 1941 et se solde par une victoire, le raid aérien japonais sur Kunming étant repoussé. Les Tigres volants participent ensuite à la campagne de Birmanie, abattant cinquante avions japonais dans le cadre de la défense de Rangoon.

### Absorption dans l'armée de l'air américaine

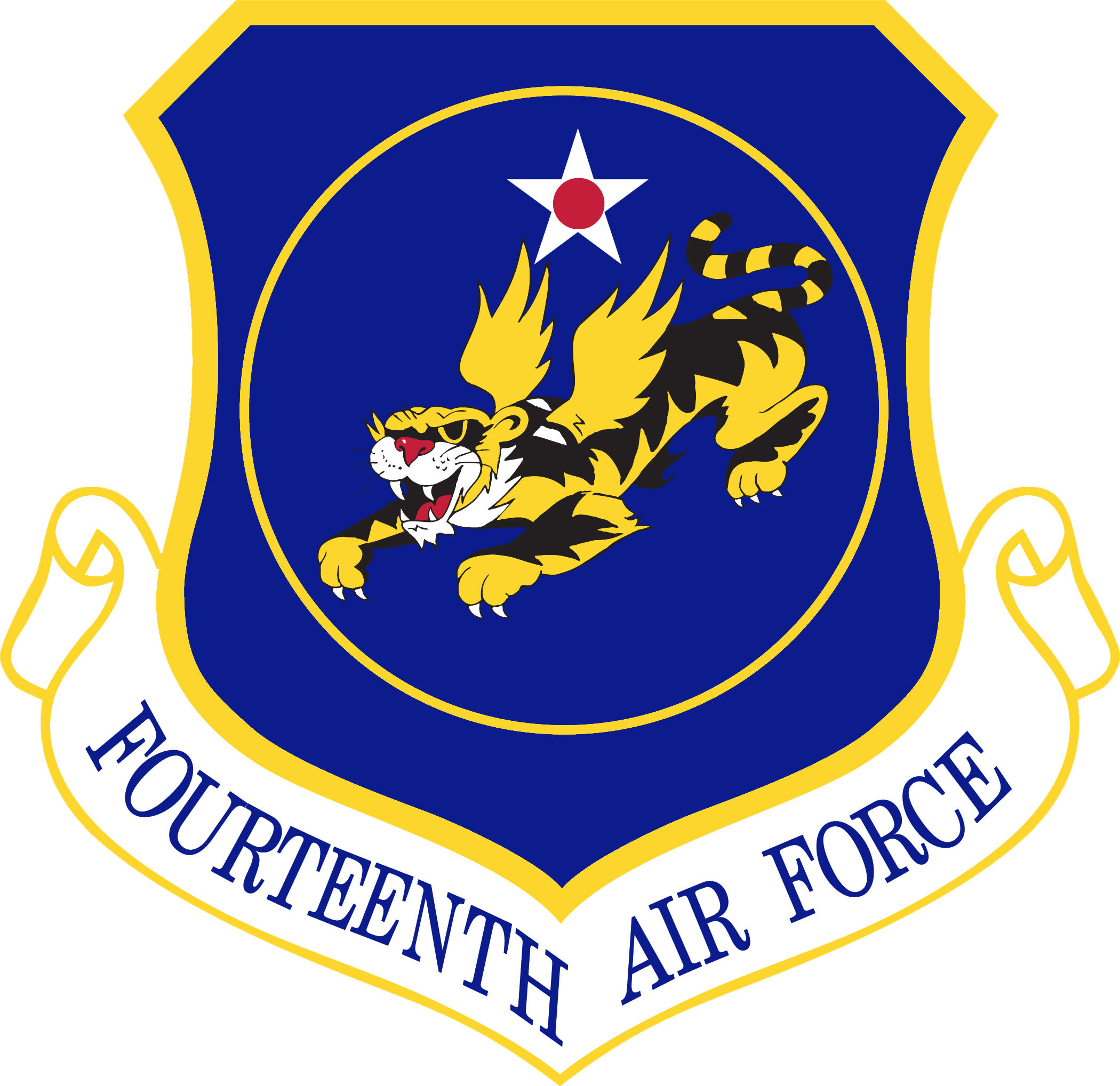
Insigne de la USAAF

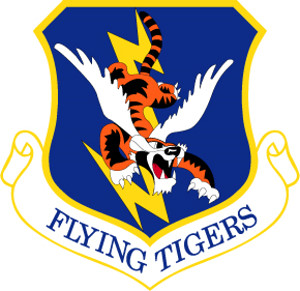
Insigne du 23d Fighter Group de la USAAF

À partir du printemps 1942, l'United States Army Air Forces commence à prendre officiellement le relais. Reprenant du service dans l'armée américaine, Chennault devient le responsable de la China Air Task Force. Le 4 juillet 1942, l'American Volunteer Group est officiellement dissous et remplacé par le 23e Groupe de chasse (23d Fighter Group (en)) de la China Task Force. Cinq pilotes, cinq officiers et 19 techniciens de l'AVG rejoignent le 23rd Fighter Group (en), les autres étant affectés à d'autres unités militaires, choisissant de travailler dans le transport aérien en Asie, ou de retourner à la vie civile,.
À la fin de la guerre, d'anciens « Flying Tigers » seront recrutés par le CAT (Civil Air Transport), fondé en 1946 par Chennault. Cette compagnie aérienne surnommée la « Flying Tiger line », proche de la Central Intelligence Agency (CIA), s'illustrera notamment en assistant les Français lors de la bataille de Diên Biên Phu en 1954. Elle fusionnera par la suite avec Air America et restera liée à la CIA.
En hommage au premier groupe des Tigres volants, le 23d Fighter Group choisit de conserver les emblèmes et la « gueule de requin » des avions de l'AVG, étant la seule unité de l'armée de l'air américaine à pouvoir se permettre cette distinction. La China Task Force est, en mars 1943, remplacée par la 14th USAAF, qui reprend également une variation de l'emblème, et se voit transmettre le surnom.
En 1992, peu avant le cinquantième anniversaire de la fin de l'escadrille, ses membres sont tous incorporés, de manière rétroactive, parmi les vétérans de l'armée de l'air américaine. En 1996, les survivants sont décorés de la  Distinguished Flying Cross (pour les pilotes) ou de la Bronze Star (pour le personnel au sol).
Malgré son existence éphémère (sept mois), l'escadrille des Tigres volants a durablement marqué l'histoire de l'aviation militaire américaine, comme en témoignent les références qui y sont faites encore aujourd'hui. La 14th USAAF utilise toujours le tigre comme emblème, le 23d Fighter Group ayant conservé sur le sien l'inscription Flying Tigers.
Le terme de Tigres volants peut donc être utilisé encore aujourd'hui pour désigner, suivant le contexte, le 23d Fighter Group, ou la 14th USAAF dans son ensemble, bien que le surnom soit, historiquement, celui du 1st American Volunteer Group.

### Filmographie
- Leur histoire est racontée dans le film de propagande Les Tigres volants réalisé par David Miller en 1942 avec John Wayne.
- Il est fait allusion aux Tigres volants dans le pilote de la série Les Têtes brûlées.
- Le film d'Henry Hathaway China Girl (1942) se déroule dans le milieu des Tigres volants.

### Ludographie
- Flying Tigers: Shadows Over China : jeu vidéo développé et édité par Ace Maddox, paru en 2017.

#### Bases de données et dictionnaires
- Notice dans un dictionnaire ou une encyclopédie généraliste :   - Britannica